# Список серий аниме Rurouni Kenshin
Аниме-сериал «Rurouni Kenshin», основанный на одноимённой манге авторства Нобухиро Вацуки, рассказывает историю бродячего воина Химуры Кэнсина, мечника эпохи Мэйдзи, который странствует по Японии и помогает людям. Сериал был спродюсирован компаниями Aniplex и Fuji TV. Непосредственно анимацией занимались компании Studio Gallop и Studio Deen под руководством режиссёра Кадзухиро Фурухаси: первые 70 серий выполнила Studio Gallop, оставшиеся анимировала Studio Deen.
В Японии аниме-сериал демонстрировался с 10 января 1996 года по 8 сентября 1998 года. Последняя, 95-я, серия не была показана по японскому телевидению, однако присутствовала на видеокассетах и DVD-дисках с сериалом. В России аниме-сериал был показан под названием «Самурай Икс» каналом СТС с 14 марта по 27 июля 2006 года. Компания СТС приобрела права на телепоказ аниме, но не лицензию для выпуска его на DVD, и таким образом, сериал в переводе СТС невозможно приобрести легально.
Сериал разбит на 3 сезона с неравным количеством серий. Серии с 1-й по 27-ю приблизительно повторяют сюжет первых шести томов манги, хотя содержат некоторое количество филлеров — серий, созданных сценаристами аниме и не основанных на манге. Серии с 28-й по 62-ю точно следуют за сюжетом второй части манги, изложенном в томах с 7-го по 18-й. Наконец, третий сезон, включающий серии с 63-й по 95-ю, целиком состоит из филлеров, которые создавались сценаристами для того, чтобы позволить автору манги закончить работу над третьей, последней её частью. Однако обилие серий, не относящихся к сюжету основного произведения, привело к падению популярности аниме, и работа над ним была прекращена. Тем не менее, некоторые сюжетные ходы третьей части позже были включены в OVA, входящие в состав серии «Rurouni Kenshin».
Вацуки Нобухиро, автор манги, получив известие о том, что его работу собираются превратить в аниме-сериал, дал своё согласие, хотя и беспокоился за качество того, что может получиться. Вацуки принимал весьма незначительное участие в процессе создания аниме, но, по его словам, оно получилось лучше, чем он опасался. К филлерам создатель манги относился с энтузиазмом, желая посмотреть, как другие будут работать с его произведением. Через несколько лет после окончания сериала Вацуки, будучи спрошен об отношении к филлерам в ходе интервью, ответил, что с ними ничего нельзя было поделать, и хорошо ещё, что сценаристы не создали историй о приключениях Кэнсина на Хоккайдо или в Америке.

## Музыка

### Открывающие композиции
| Название                 | Перевод                                                            | Исполнитель     | Серии |
| ------------------------ | ------------------------------------------------------------------ | --------------- | ----- |
| «Sobakasu»               | яп. 雀斑 Собакасу, «Веснушки»                                      | Judy and Mary   | 1-38  |
| «1/2»                    | яп. Хамбун                                                         | Макото Кавамото | 39-82 |
| «Kimi Ni Fureru Dake De» | яп. 君に触れるだけで Кими ни фурэру дакэ дэ, «Просто тронут тобой» | Curio           | 83-95 |

### Закрывающие композиции
| Название | Перевод                                                                                            | Исполнитель                                                       | Серии |
| --- | -------------------------------------------------------------------------------------------------- | ----------------------------------------------------------------- | ----- |
| «Tactics» | англ. «Тактика»                                                                                    | The Yellow Monkey                                                 | 1-12  |
| «Namida wa shitte iru» | яп. 涙は知っている Намида ва ситтэ иру, «Слёзы знают»                                              | Маё Судзукадзэ (сэйю, озвучивавшая главного героя Химуру Кэнсина) | 13-27 |
| «Heart of Sword — Yoake Mae»* | англ. и яп. HEART OF SWORD ～夜明け前～ Heart of Sword — ёакэ маэ, «Сердце меча — перед рассветом» | Таканори Нисикава (под псевдонимом T.M.Revolution)                | 28-38 |
| «Fourth Avenue Cafe» ** | англ. «Кафе на Четвёртой авеню»                                                                    | L'Arc-en-Ciel                                                     | 39-49 |
| «It’s Gonna Rain» | англ. «Будет дождь»                                                                                | Bonnie Pink                                                       | 50-66 |
| «1/3 no Junjou na Kanjou»*** | яп. 1/3の純情な感情 Самбун но ити но дзюндзё: на кандзё:, «Одна треть чистых чувств»               | Siam Shade                                                        | 67-82 |
| «Dame!» | яп. ダメ! Дамэ!, «Нет!»                                                                            | Ё Идзуми                                                          | 83-95 |
| * — заняла 7 место в двадцатке лучших музыкальных тем из аниме по рейтингу японского журнала «Animage» в 1996 году. Дата обращения: 14 сентября 2009. Архивировано из оригинала 3 января 2011 года. ** — была заменена предыдущей темой после скандала с барабанщиком группы L'Arc-en-Ciel Ясунори Сакурадзавой, арестованным за хранение героина. *** — заняла 13 место в 1997 году. Дата обращения: 14 сентября 2009. Архивировано из оригинала 29 сентября 2014 года. | |                                                                   |       |

## Первый сезон
| 01 | Прекрасный легендарный мечник: человек, сражающийся за любовь «Дэнсэцу но бикэнси — ай юэ ни татакау отоко» (伝説の美剣士－愛ゆえに闘う男)                                       | 10.01.1996 | 14.03.2006 |
| Весной 1878 года мирный бродячий воин по имени Химура Кэнсин прибывает в Токио, столицу Японии. На Кэнсина нападает молодая хозяйка додзё (школы фехтования) Камия Каору, которая принимает его за бандита, терроризирующего город и дискредитирующего её школу. Осознав свою ошибку, Каору предлагает Кэнсину остановиться в её додзё. На следующий день бандит, утверждающий, что он — легендарный хитокири баттосай, наёмный убийца эпохи бакумацу, нападает на додзё Каору, но Кэнсин отражает его атаку. Выясняется, что Кэнсин и есть тот самый легендарный хитокири, однако Каору предлагает Кэнсину остаться в додзё, несмотря на его прошлое. | |            |            |
| 02 | Мелкий самурай-воришка: новый ученик «Гакидзамурай сутта! Монда! Дэ монкасэй» (ガキ侍 スッた!モンだ!で門下生)                                                                    | 17.01.1996 | 15.03.2006 |
| Беспризорный сирота Мёдзин Яхико едва не обворовывает Кэнсина и Каору. Они узнают, что Яхико вынужден воровать, чтобы заплатить местной якудзе долги своей умершей матери. Каору отправляется спасать мальчика, но оказывается в опасной ситуации. Кэнсин спасает Каору и Яхико от рук якудзы, и по его настоянию Яхико становится учеником Каору, несмотря на недовольство обоих. | |            |            |
| 03 | Воин печали: человек, убивающий своё прошлое «Канасими но кэнси — како о киру отоко» (哀しみの剣士・過去を斬る男)                                                                | 24.01.1996 | 16.03.2006 |
| К додзё Каору приходят полицейские, разыскивающие Химуру-баттосая. Каору и Яхико полагают, что они хотят арестовать Кэнсина за его прошлые преступления, однако находящийся среди полицейских государственный деятель Ямагата Аритомо, знакомый Кэнсину со времён бакумацу, предлагает ему высокий пост в армии нового правительства Мэйдзи. Кэнсин отказывается от предложения. | |            |            |
| 04 | Иероглиф «злой»: на сцену выходит драчун Саносукэ «Аку но итимондзи — кэнкая Саносукэ то:дзё:!» (悪の一文字・ケンカ屋左之助登場!)                                                | 31.01.1996 | 17.03.2006 |
| Хирума Гохэй, человек, выдававший себя за легендарного хитокири, желает отомстить Кэнсину за поражение. Он нанимает Сагару Сано́сукэ, кулачного бойца, и предлагает ему убить Кэнсина. Саносукэ, узнав о том, что во время бакумацу Кэнсин сражался на стороне империалистов, принимает предложение, поскольку ненавидит людей, стоящих за правительством Мэйдзи. | |            |            |
| 05 | Сакабато против дзамбато: завершение битвы «Сакабато: тай дзамбато: — татакаи но хатэ ни!» (逆刃刀対斬馬刀・闘いの果てに!)                                                       | 07.02.1996 | 20.03.2006 |
| Саносукэ, вооружённый огромным мечом дзамбато, является к додзё Каору, чтобы вызвать Кэнсина на поединок. Выясняется, что Саносукэ ненавидит империалистов потому, что отряд под названием Сэкихотай, к которому он принадлежал, был использован правительством Мэйдзи в качестве козла отпущения, и все его офицеры были казнены по ложному обвинению. Кэнсин оказывается сильнее Саносукэ в поединке. Видя, что Кэнсин совсем не похож на лживых империалистов, Саносукэ становится его другом и союзником. | |            |            |
| 06 | Гость из тьмы: появляется Курогаса «Ями кара но хомондзя — Курогаса араварэру!» (闇からの訪問者・黒笠現る!)                                                                      | 14.02.1996 | 21.03.2006 |
| Бывший хитокири Удо Дзинъэ по прозвищу Курогаса (Чёрная шляпа) одного за другим убивает правительственных чиновников. Полиция, будучи не в силах ему помешать, обращается за помощью к Кэнсину. Курогаса находит возможность боя с Кэнсином очень интересной, но, осознав, что тот из легендарного мечника превратился в мирного странника, похищает Каору, чтобы вернуть Кэнсина в состояние безжалостного хитокири. | |            |            |
| 07 | Бой не на жизнь, а на смерть при луне: защитить любимого человека «Гэкка но сито: — ай суру хито о маморэ!» (月下の死闘・愛する人を守れ!)                                        | 21.02.1996 | 22.03.2006 |
| Курогаса вместе с похищенной Каору ожидает Кэнсина у заброшенного святилища в глубине леса. С появлением Кэнсина между двумя хитокири начинается бой. Чтобы разозлить противника, Курогаса парализует Каору гипнотической техникой, и Каору теряет возможность дышать. Кэнсин в ярости едва не убивает Курогасу, но его останавливает возглас Каору, усилием воли освободившейся от гипноза. После этого Курогаса совершает самоубийство. | |            |            |
| 08 | Новая битва: внезапное появление таинственной красавицы «Аратанару татакаи! Тобикондэкита надзо но бидзё» (新たなる戦い!飛び込んできた謎の美女)                                  | 28.02.1996 | 23.03.2006 |
| Красавица Такани Мэгуми сбегает от Такэды Канрю, торговца опиумом. Её преследуют люди Канрю, и она обращается за помощью к Кэнсину и Саносукэ, оказавшимся поблизости. Вскоре за Мэгуми приходят ниндзя из отряда Онивабан-сю, работающие на Канрю. Один из них бросает в Мэгуми отравленный дротик, который попадает в руку Яхико. | |            |            |
| 09 | Сильнейший отряд ниндзя: внушающие страх Онивабан-сю «Сайкё: но синоби гундан — кё:фу но Онивабан-сю:!» (最強の忍び軍団・恐怖の御庭番衆!)                                        | 06.03.1996 | 24.03.2006 |
| Мэгуми спасает жизнь Яхико. Выясняется, что она является врачом и против воли работала на Такэду Канрю, производя для него дешёвый опиум. Поскольку Мэгуми — единственная, кто знает формулу этого опиума, Канрю хочет вернуть её. Не желая подвергать опасности своих новых друзей, Мэгуми решает вернуться к Канрю. Саносукэ убеждает её не делать этого, однако один из приспешников Канрю хватает Мэгуми и вместе с ней скрывается в особняке наркодельца. | |            |            |
| 10 | Аоси: красота, переходящая в ужас «Аоси — уцукусисугиру ходо ковай яцу!» (蒼紫・美しすぎるほど怖い奴!)                                                                           | 13.03.1996 | 27.03.2006 |
| Кэнсин, Саносукэ, Каору и Яхико отправляются к особняку Канрю, однако на их пути встают участники Онивабан-сю и их командир Синомори Аоси. Аоси желает убить Кэнсина и заслужить титул сильнейшего для себя и своей группы. Кэнсин и Саносукэ вступают в бой с Аоси, но тот быстро побеждает Саносукэ и продолжает бой с Кэнсином один на один. | |            |            |
| 11 | Прощайте, сильнейшие: столкновение света и тьмы «Сараба сайкё: но отоко-тати! Хикари то ями но гэкитоцу» (さらば最強の男たち!光と闇の激突)                                       | 24.04.1996 | 28.03.2006 |
| Кэнсин ценой больших усилий побеждает Аоси. Поняв, что командир Онивабан-сю преследует собственные цели, Такэда Канрю расстреливает четверых подчинённых Аоси из пулемёта Гатлинга, прежде чем Кэнсин успевает нейтрализовать его. Мэгуми, мучаясь чувством вины из-за опиума, пытается совершить самоубийство, но её вовремя останавливают. Аоси хоронит своих подчинённых и клянётся убить Кэнсина, чтобы возложить на их могилы титул «сильнейших». | |            |            |
| 12 | Рождение юного мечника: битва Яхико, первого ученика «Сё:нэн кэнси тандзё:! Итибан дэси Яхико но татакаи» (少年剣士誕生!一番弟子 弥彦の戦い)                                     | 01.05.1996 | 29.03.2006 |
| Яхико встречает девочку по имени Цубамэ, работающую в ресторане Акабэко. Группа бандитов заставляет её участвовать в организации ограбления ресторана, и Яхико решает помочь ей. С небольшой помощью Кэнсина и Саносукэ он побеждает бандитов. | |            |            |
| 13 | Цель — звание ёкодзуны: история упорного боя Торамару «Мэдзасэ ёкодзуна! Торамару но досукой фунсэнки» (めざせ横綱!虎丸のどすこい奮戦記)                                         | 08.05.1996 | 30.03.2006 |
| Каору начинает покровительствовать Торамару, бойцу сумо, выгнанному из команды. Ведущий спортсмен — Санаяму, — боится быть побежденным, поэтому, используя свой статус, унижает Торамару. Каору учит Торамару быть уверенным в себе, и он возвращается в команду. | |            |            |
| 14 | Спасти маленькую жизнь: вызов Мэгуми, красавице-врачу «Тиисана иноти о сукуэ! Бидзин дзёи — Мэгуми но тё:сэн» (小さな命を救え!美人女医・恵の挑戦)                                | 15.05.1996 | 31.03.2006 |
| В городе появляется шарлатан и начинает творить «чудеса», вылечивая больных за огромную плату. В то же время он распространяет слухи, вредящие профессиональной репутации Мэгуми. Из-за его действий жизнь одной из пациенток Мэгуми, маленькой девочки, оказывается в опасности. Кэнсин и его друзья помогают Мэгуми справиться с ситуацией и спасти девочку. | |            |            |
| 15 | Огненные убийцы: Дзимпутай приходит в движение «Хоно: но ансацу сю:дан, Дзимпу:тай хасиру!» (炎の暗殺集団、神風隊走る!)                                                          | 15.05.1996 | 03.04.2006 |
| Группа под названием Дзимпутай совершает убийства в городе. Её участники пытаются заставить школьного учителя Сасаки Хэйхатиро снова взяться за меч и работать на них в качестве наёмного убийцы, но Кэнсин и Саносукэ защищают учителя. | |            |            |
| 16 | Обещание стать смелым: пылай, о меч! Секретная техника Сидэн но Тати «Ю:ки ару тикаи! Моэ ё хикэн — Сидэн но Тати» (勇気ある誓い!燃えよ秘剣・紫電の太刀)                         | 05.06.1996 | 04.04.2006 |
| Потерпев неудачу с учителем, участники Дзимпутая намереваются убить Ямагату Аритомо, но нападение на этого высокопоставленного чиновника предотвращает Кэнсин. Выясняется, что лидер Дзимпутая по имени Тома в прошлом был учеником Сасаки. Тома раскаивается и приносит извинения своему учителю. | |            |            |
| 17 | Полёт к мечте: приключения Маримо, девушки-снаряда «Юмэ ни мукаттэ тобэ! Хо:дандзё Маримо но бо:кэн» (夢に向かって飛べ!砲弾娘マリモの冒険)                                       | 12.06.1996 | 05.04.2006 |
| Кэнсин вместе с друзьями идёт в цирк, где Яхико встречает юную циркачку Маримо, участвующую в аттракционе с вылетанием из пушки. Бывший хозяин Маримо пытается сорвать представление, чтобы заставить её вернуться в его труппу, но Кэнсин и его друзья развлекают зрителей и мешают осуществлению планов хозяина. | |            |            |
| 18 | Беги, Яхико, верни сакабато «Хасирэ! Яхико — сакабато: о торикаэсэ!» (走れ!弥彦・逆刃刀を取り返せ!)                                                                              | 19.06.1996 | 06.04.2006 |
| Хирума Гохэй снова возвращается, намереваясь отомстить Кэнсину, и нанимает бандитов, чтобы убить его. Кроме того, Хирума обманом заставляет Яхико принести ему сакабато (меч с обратным лезвием) Кэнсина. Бандиты превосходят по силам безоружного Кэнсина, но Яхико успевает принести ему меч, что позволяет Кэнсину победить. | |            |            |
| 19 | Притязания Райдзюты: мечты о запретном царстве «Райдзю:та но ябо: — киндзирарэта о:коку но гэнсо:» (雷十太の野望・禁じられた王国の幻想)                                          | 26.06.1996 | 07.04.2006 |
| Кэнсин с друзьями отправляется в Идзу, где встречает Ютаро, мальчика из богатой семьи. Ютаро попадает под влияние мечника по имени Исуруги Райдзюта, желающего создать «царство» из своих воинов. Райдзюта предлагает Кэнсину объединиться, но тот отказывается, и люди Райдзюты пытаются его убить. | |            |            |
| 20 | Возрождение стиля Синко: финальный убийственный приём, несущий бурю «Синко-рю: но фуккацу! Араси о ёбу кю:кёку но сацудзинкэн» (真古流の復活!嵐を呼ぶ究極の殺人剣)               | 10.07.1996 | 10.04.2006 |
| Кэнсин побеждает воинов Райдзюты и спасает Ютаро, упавшего с утёса в океан. Каору даёт мальчику уроки фехтования, в котором он делает большие успехи. В это время группу Райдзюты атакуют военные силы города. | |            |            |
| 21 | Кошмар развеян: окончание истории о чаяниях Райдзюты «Акуму но хо:кай! Райдзю:та но ябо: — канкэцухэн» (悪夢の崩壊!雷十太の野望・完結編)                                         | 17.07.1996 | 11.04.2006 |
| Кэнсин останавливает побоище между военными и людьми Райдзюты, предлагая последнему бой один на один. Он разгадывает секрет главного приёма Райдзюты и побеждает его. Однако в процессе боя Райдзюта повреждает правую руку Ютаро, и тот принимает решение отправиться в Германию для лечения. | |            |            |
| 22 | Первая поездка: опасное происшествие на мчащемся поезде «Хацунори! Бо:со: окадзё:ки биккури дайдзикэн» (初乗り!暴走陸蒸気びっくり大事件)                                         | 31.07.1996 | 12.04.2006 |
| Кэнсин и его друзья отправляются в Иокогаму на поезде, к неудовольствию Саносукэ, который боится поездов. Во время путешествия злоумышленники пытаются ограбить поезд, но Кэнсин и его команда мешают их планам. | |            |            |
| 23 | Предательство Саносукэ? Судьбоносное воссоединение «Саносукэ но урагири?! Уммэй но сайкай» (左之助の裏切り!?運命の再会)                                                          | 14.08.1996 | 13.04.2006 |
| Саносукэ намеревается купить несколько картин в лавке торговца и натыкается на портрет Сагары Содзо, своего бывшего командира. Автором портрета оказывается Цукиока Цунан, товарищ Саносукэ со времён Сэкихотая. Цунан и Саносукэ объединяются и расправляются с человеком, десять лет назад предавшего командира Сагару. | |            |            |
| 24 | Полночная битва: и снова Саносукэ против Кэнсина «Маёнака но татакаи! Саносукэ тай Кэнсин футатаби» (真夜中の戦い!左之助対剣心ふたたび)                                          | 21.08.1996 | 14.04.2006 |
| Саносукэ присоединяется к плану Цунана по свержению правительства Мэйдзи, чтобы отомстить за уничтожение Сэкихотая. Друзья намереваются взорвать здание министерства внутренних дел в Токио, тем самым парализовав деятельность правительства, но Кэнсин останавливает их. | |            |            |
| 25 | Пурпурные пираты: разлука Кэнсина и Каору «Синку но кайдзоку — хикисакарэта Кэнсин то Каору» (真紅の海賊・引き裂かれた剣心と薫!)                                                 | 28.08.1996 | 17.04.2006 |
| Чтобы заработать денег, Кэнсин, Яхико и Саносукэ нанимаются на корабль, чтобы защищать его от пиратов. Каору оказывается на том же корабле в качестве поварихи. В битве с пиратами Кэнсин получает в плечо отравленный дротик и оказывается в плену. | |            |            |
| 26 | Воплощении молнии: горделивая и таинственная предводительница пиратов, Сюра «Инадзума но кэсин! Хокоритакаки надзо но онна кайдзоку, Сюра» (稲妻の化身!誇り高き謎の女海賊、朱羅) | 04.09.1996 | 18.04.2006 |
| Каору, Саносукэ и Яхико отправляются на помощь Кэнсину. В это время пираты и их предводительница Сюра высаживаются на своём острове. Гиндзё, один из пиратов, желая стать новым главарём, готовит заговор против Сюры и планирует убить её. Один из заговорщиков ранит Сюру, но Кэнсин спасает её. | |            |            |
| 27 | Пылающий остров ужаса: окончание истории о пурпурных пиратах «Моэагару сэнрицу но сима! Синку но кайдзоку — канкэцухэн» (燃え上がる戦慄の島!真紅の海賊・完結編)                  | 16.10.1996 | 19.04.2006 |
| Кэнсин помогает предводительнице пиратов залечить рану. Она узнаёт о заговоре Гиндзё и пытается отомстить ему, однако он побеждает её в бою. Кэнсин помогает Сюре справиться с Гиндзё. Заговорщики разрушают весь остров с помощью бомбы, однако Кэнсин и Сюра переживают взрыв. | |            |            |

## Второй сезон
| 28 | Прелюдия к новой кровавой битве: неуклонно приближающаяся тень волка «Аратанару кэссэн э но дзёкёку — сэмарикуру о:ками но кагэ!» (新たなる血戦への序曲・迫り来る狼の影!)               | 30.10.1996 | 20.04.2006 |
| Спокойствие Кэнсина нарушается появлением его старого врага Сайто Хадзимэ, с началом эры Мэйдзи взявшего новое имя и начавшего работать на токийскую полицию. Сайто под видом торговца лекарствами приходит в додзё Каору и наносит серьёзную рану находящемуся там Саносукэ. | |            |            |
| 29 | Сильнейший враг из прошлого: атака безжалостных клыков «Сидзё: сайкё: но сюкутэки! Осоикакару хидзё: но киба» (史上最強の宿敵!襲いかかる非情の牙)                                       | 06.11.1996 | 21.04.2006 |
| Сообщник Сайто по имени Акамацу Арундо обманом заставляет Кэнсина покинуть додзё. Кэнсин быстро побеждает Акамацу в бою и возвращается домой. Тем временем в додзё, пользуясь статусом полицейского, беспрепятственно входит Сайто. Между старыми врагами начинается битва. | |            |            |
| 30 | Дьявол мести: заговор Сисио Макото «Фукусю: но акки — Сисио Макото но бо:ряку» (復讐の悪鬼・志々雄真実の謀略)                                                                           | 13.11.1996 | 24.04.2006 |
| В ходе поединка с Сайто Кэнсин начинает постепенно возвращаться в состояние хитокири. Бой прерывается появлением Кавадзи Тосиёси, начальника Сайто, и Окубо Тосимити, министра внутренних дел. Окубо сообщает Кэнсину о появлении в Киото опасного заговорщика по имени Сисио Макото, планирующего свергнуть правительство Мэйдзи, и просит Кэнсина покончить с этим человеком. Кэнсин не даёт прямого ответа. | |            |            |
| 31 | Неисполнившееся желание: Кэнсин отправляется в путь «Тодокану омои... Кэнсин но табидати» (届かぬ想い… 剣心の旅立ち!)                                                                   | 27.11.1996 | 25.04.2006 |
| Срок, данный Кэнсину для решения, подходит к концу, и Каору начинает беспокоиться, что бродячий воин покинет её. После убийства Окубо Тосимити одним из приближённых Сисио, Сэтой Содзиро, Кэнсин прощается с Каору и отправляется в Киото. | |            |            |
| 32 | Смелость на смену слезам: путь, избранный Камией Каору «Намида о ю:ки ни каэтэ! Камия Каору га эранда мити» (涙を勇気にかえて!神谷薫が選んだ道)                                         | 04.12.1996 | 26.04.2006 |
| Каору сильно расстраивается из-за ухода Кэнсина, но с помощью друзей вновь обретает бодрость духа и принимает решение ехать в Киото. Саносукэ собирается туда же и покидает Токио, несмотря на предупреждение Сайто Хадзимэ о том, что он недостаточно силён и будет помехой для Кэнсина. | |            |            |
| 33 | Ради титула сильнейших: новая битва Аоси «Сайкё: но сё:го: о цукаму мадэ! Аоси но аратанару татакаи» (最強の称号を掴むまで!蒼紫の新たなる闘い)                                          | 11.12.1996 | 27.04.2006 |
| Синомори Аоси оказывается захвачен идеей убить Кэнсина ради подтверждения того, что его погибшие подчинённые были «сильнейшими». Сисио Макото, заинтересовавшись Аоси, проверяет его силы. Тот легко убивает четырёх своих противников, но отвечает отказом на предложение Сэты Содзиро присоединиться к Сисио.                                                                                                | |            |            |
| 34 | Разбойница: скрываемая сущность Макимати Мисао «Оихаги сё:дзё — Макимати Мисао но какусарэта сё:тай» (追いはぎ少女・巻町操の隠された正体!)                                              | 08.01.1997 | 28.04.2006 |
| По дороге в Киото Кэнсин встречает Макимати Мисао, участницу Онивабан-сю, промышляющую разбоем. Она разыскивает Аоси и остальных, не зная о том, что произошло с ними в Токио. Поняв, что Кэнсину о них что-то известно, Мисао преследует его. | |            |            |
| 35 | Захваченная деревня: дьявольская рука Сисио «Убаварэта мура — осоикакару Сисио но ма но тэ!» (奪われた村・襲いかかる志々雄の魔の手!)                                                    | 15.01.1997 | 02.05.2006 |
| Путешествуя по тракту Токайдо, соединяющему Киото с Токио, Кэнсин и Мисао натыкаются на раненого человека, который вскоре умирает. Его младший брат по имени Эйдзи сообщает, что их родную деревню захватили люди Сисио. Кэнсин и Мисао вместе с Эйдзи и догнавшим их Сайто Хадзимэ направляются в деревню для встречи с Сисио.                                                                                | |            |            |
| 36 | Время бакумацу окончилось: противостояние Сисио и Кэнсина «Бакумацу но токи о коэтэ! Тайдзи сита Сисио то Кэнсин» (幕末の時を超えて!対峙した志々雄と剣心)                               | 22.01.1997 | 03.05.2006 |
| В резиденции Сисио Кэнсин сражается с его приспешником по имени Сэнкаку и легко одерживает верх. Мисао и Эйдзи, предоставленные сами себе, пробираются к резиденции, чтобы самостоятельно отомстить Сэнкаку за смерть брата и родителей Эйдзи. | |            |            |
| 37 | Потрясение: сломанный сакабато — «Небесный меч» Содзиро против Кэнсина «Сё:гэки! Орэта сакабато: — Тэнкэн но Со:дзиро: тай Кэнсин» (衝撃!折れた逆刃刀・天剣の宗次郎対剣心)              | 29.01.1997 | 04.05.2006 |
| Кэнсин вызывает Сисио на поединок, но тот отказывается, оставляя вместо себя Сэту Содзиро, и покидает деревню. Бой Кэнсина и Содзиро заканчивается вничью, причём Кэнсин ломает свой меч-сакабато. Отряд полиции освобождает деревню от людей Сисио. Кэнсин и Мисао продолжают свой путь в Киото. | |            |            |
| 38 | Тайное обучение Саносукэ: вызов монаху-отступнику Андзи «Саносукэ, гокуи но сюгё:! Хакайсо: Андзи э но тё:сэн» (左之助、極意の修行!破戒僧・安慈への挑戦)                                | 05.02.1997 | 05.05.2006 |
| Заблудившись в лесу, Саносукэ встречает буддийского монаха по имени Юкюдзан Андзи, владеющего разрушительной кулачной техникой Футаэ но Кивами. Саносукэ осваивает эту технику, тренируясь на пределе возможностей, после чего Андзи показывает ему дорогу в Киото. | |            |            |
| 39 | Человек, выковавший сакабато: последний шедевр Араи Сякку «Сакабато: о цукатта отоко — Араи Сякку: сайго но хитофури!» (逆刃刀を作った男・新井赤空 最後の一振り!)                       | 12.02.1997 | 06.05.2006 |
| Добравшись до Киото, Кэнсин и Мисао встречаются с Окиной, главой киотских Онивабан-сю. Он помогает Кэнсину найти Араи Сэйку, сына кузнеца, выковавшего сакабато. Сэйку отвечает отказом на просьбу Кэнсина сделать новый меч. Вскоре после этого Савагэдзё Тё, один из людей Сисио, похищает Иори, маленького сына Сэйку, и требует выдать ему последнюю работу отца Сэйку, чрезвычайно ценный меч.            | |            |            |
| 40 | Ужасный и безжалостный убийца: смертельный бой с Тё из Дзюппонгатаны «Осорубэки мудзё: но сикаку! Дзюппонгатана — Тё: то но сито:» (恐るべき無情の刺客!十本刀・張との死闘)              | 19.02.1997 | 10.05.2006 |
| Сэйку отдаёт последнюю работу отца Кэнсину, вынужденному выбирать между спасением ребёнка и убийством Тё. Кэнсин принимает решение нарушить свою клятву никогда не убивать, но после нанесения решающего удара обнаруживает, что полученный им меч — тоже сакабато, и таким образом, Тё не убит. Вскоре после этого Кэнсин отправляется к своему бывшему учителю Хико Сэйдзюро.                                | |            |            |
| 41 | Последняя техника стиля Хитэн Мицуруги: встреча с учителем Хико Сэйдзюро «Хитэн Мицуруги Рю: но о:ги! Сисё: Хико Сэйдзю:ро: то но сайкай» (飛天御剣流の奥義!師匠比古清十郎との再会)     | 26.02.1997 | 11.05.2006 |
| Хико Сэйдзюро, живущий в окрестностях города под видом гончара, отказывается преподать Кэнсину финальные техники стиля Хитэ́н Мицуру́ги. Тем временем Яхико и Каору, прибывшие в Киото, встречают Мисао и втроём идут к Хико, который после разговора с ними соглашается завершить обучение Кэнсина. | |            |            |
| 42 | Создание союза: день, когда Аоси присоединился к Сисио «До:мэй сэйрицу — Аоси га Сисио то тэ о кунда хи!» (同盟成立・蒼紫が志々雄と手を組んだ日!)                                       | 05.03.1997 | 12.05.2006 |
| Узнав о том, что произошло с Аоси и его подчинёнными в Токио, Мисао приходит в отчаяние. В это время сам Аоси заключает союз с Сисио. Окина намеревается убить обратившегося ко злу Аоси, но проигрывает в бою с ним. Пока Окина восстанавливает силы, Мисао объявляет себя главой Онивабан-сю. | |            |            |
| 43 | Между жизнью и смертью: овладение финальной техникой, Амакакэру Рю но Хирамэки «Сэй то си но хадзама дэ! О:ги — Амакакэру Рю: но Хирамэки но этоку» (生と死の間で!奥義・天翔龍閃の会得) | 12.03.1997 | 15.05.2006 |
| Кэнсин начинает тренировки под руководством Хико. Тот, сочтя, что Кэнсину недостаёт воли к жизни, и полагая дальнейшее обучение опасным и для него, и для окружающих, пытается убить своего ученика. Однако Кэнсину, осознавшему свой недостаток, всё же удаётся овладеть финальной техникой стиля Хитэн Мицуруги под названием Амакакэ́ру Рю но Хирамэ́ки.                                                      | |            |            |
| 44 | Решающая схватка — как яростные воды: сбор сильнейшей команды, Дзюппонгатаны «Дото: но кэссэн — сайкё: сю:дан Дзюппонгатана сю:кэцу» (怒涛の決戦・最強集団十本刀集結!)                  | 19.03.1997 | 16.05.2006 |
| Сайто Хадзимэ прибывает в Киото и находит в тюрьме Саносукэ, арестованного за драку. Вместе они допрашивают Савагэдзё Тё, который рассказывает, что Сисио Макото планирует начать завоевание страны с поджога Киото. Тем временем Сисио собирает свой элитный отряд под названием Дзюппонгатана. | |            |            |
| 45 | Как на крыльях: остановить боевой корабль «Рэнгоку» «Тобу га готоку! Сэнкан Рэнгоку сюкко: о сосисэ ё» (翔ぶが如く!戦艦煉獄出航を阻止せよ)                                              | 16.04.1997 | 17.05.2006 |
| Кэнсин догадывается, что Сисио планирует использовать поджог Киото в качестве прикрытия для морского обстрела Токио. Сайто, Саносукэ и Кэнсин отправляются в Осаку, ближайший портовый город, и находят в гавани «Рэнгоку» (Чистилище), боевой корабль Сисио, готовый к отплытию. | |            |            |
| 46 | «Рэнгоку» сгорает: судьба Сисио Макото «Рэнгоку эндзё:! Сисио Макото но мэйун» (煉獄炎上!志々雄真実の命運)                                                                              | 23.04.1997 | 18.05.2006 |
| Саносукэ повреждает корабль Сисио, используя бомбы, которые дал ему перед походом в Киото Цукиока Цунан. Сисио предлагает Кэнсину встретиться для решающего боя в своей штаб-квартире, и Кэнсин соглашается. Онивабан-сю во главе с Мисао и отряды полиции предотвращают пожар в Киото. | |            |            |
| 47 | Удар: Футаэ но Кивами — стон кулака Саносукэ «Гэкитоцу! Футаэ но Кивами — унару Саносукэ но кобуси» (激突!二重の極み・唸る左之助の拳)                                                   | 30.04.1997 | 19.05.2006 |
| Саносукэ, Сайто и Кэнсин отправляются в штаб-квартиру Сисио. Первым их встречает Юкюдзан Андзи, научивший Саносукэ кулачной технике Футаэ но Кивами. Он обменивается ударами с Саносукэ, которому удаётся повергнуть своего учителя на пол. | |            |            |
| 48 | Второе рождение для спасения мира: новая жизнь Андзи «Гудзэ э но сайсэй — Андзи но аратанару сюппацу» (救世（ぐぜ）への再生・安慈の新たなる出発)                                        | 22.05.1997 | 19.05.2006 |
| Андзи и Саносукэ продолжают бой. Буддийский монах считает, что мир можно спасти, только очистив его от тех, кто не заслуживает спасения, но Саносукэ убеждает Андзи, что его способ спасения мира неверен. Андзи проигрывает бой. | |            |            |
| 49 | Волк видит насквозь Око Сердца: взрывная атака нулевой стойки Гатоцу «Синган о тораэта о:ками — сакурэцу суру Гатоцу Дзэро-сики» (心眼をとらえた狼・炸裂する牙突零式!)                  | 28.05.1997 | 23.05.2006 |
| Сайто принимает вызов Уонумы Усуя, слепого фехтовальщика. Усуй обладает исключительным слухом, который он именует «Око Сердца». Из боя с ним Сайто выходит победителем и убивает врага. Тем временем люди Сисио окружают Аойю, гостиницу, которую Онивабан-сю содержат в качестве прикрытия. | |            |            |
| 50 | Время сдержать слово: новый бой Аоси и Кэнсина «Якусоку о хатасу токи — Аоси то Кэнсин но сайсэн» (約束を果たす時・蒼紫と剣心の再戦!)                                                   | 04.06.1997 | 24.05.2006 |
| В штаб-квартире Сисио Кэнсин встречает Синомори Аоси, которому обещал бой ещё в Токио. Аоси твёрдо намерен убить Кэнсина, чтобы доказать, что его подчинённые были сильнейшими бойцами. Кэнсин и Аоси начинают поединок. | |            |            |
| 51 | Пришло время очнуться: заживление страшной раны «Мэдзамэру токи ва има — мансин со:и но кэттяку» (目醒める時は今・満身創痍の決着!)                                                      | 11.06.1997 | 25.05.2006 |
| Бой между Аоси и Кэнсином продолжается. Кэнсину удаётся убедить противника в неправильности его намерений и выиграть схватку. Аоси избавляется от одержимости местью и возвращается в своё прежнее состояние. | |            |            |
| 52 | Совершить чудо: бой за Аойю «Кисэки о ёбиокосэ! Аойя но ко:бо:» (奇跡を呼び起こせ!葵屋の攻防)                                                                                           | 18.06.1997 | 26.05.2006 |
| Люди Сисио нападают на Аойю. Яхико одерживает верх над бойцом по имени Карива Хэнъя, способным парить в воздухе, а Каору и Мисао побеждают вооружённого огромной косой Хондзё Каматари. Третий из нападающих, толстяк Ивамбо, сбегает с поля боя. На место побеждённых приходят хитрый старик Сайдзути и великан Фудзи.                                                                                        | |            |            |
| 53 | Великан против великого человека: стрела, выпущенная в пропасть отчаяния «Кёдзин тай тё:дзин — дзэцубо: но фути ни ханатарэта исси» (巨人対超人・絶望の淵に放たれた一矢!)               | 25.06.1997 | 29.05.2006 |
| При виде Фудзи защитники Аойи теряют надежду на победу, но вовремя появившийся Хико Сэйдзюро побеждает великана, спасая Аойю и её обитателей. Тем временем Кэнсин готовится к сражению с Сэтой Содзиро. | |            |            |
| 54 | Хитэн против Сюкути: природные дарования Содзиро «Хитэн тай Сюкути! Со:дзиро: тэмпу но но:рёку» (飛天対縮地!宗次郎 天賦の能力)                                                          | 02.07.1997 | 30.05.2006 |
| Кэнсин и Содзиро начинают бой, причём последний оказывается сильнее за счёт полного отсутствия эмоций и одной из своих техник под названием Сюкути, позволяющей ему двигаться с очень большой скоростью. Кэнсин получает несколько серьёзных ран, когда Содзиро рвёт шнурок на своей обуви и, чтобы завязать его, останавливает бой.                                                                           | |            |            |
| 55 | Трагическая грозовая ночь: прошлое Содзиро «Араси но ёру но сангэки — Со:дзиро: но како» (嵐の夜の惨劇・宗次郎の過去)                                                                   | 09.07.1997 | 31.05.2006 |
| Завязывая шнурок, Содзиро вспоминает день, когда он встретил Сисио и подавил все свои чувства, чтобы стать сильным и убить приёмную семью, которая очень плохо с ним обращалась. Содзиро снова обретает эмоции, что даёт преимущество Кэнсину, способному угадывать намерения оппонента по его эмоциональному состоянию.                                                                                       | |            |            |
| 56 | Поединок на пределе возможностей: Сюн Тэн Сацу против Амакакэру Рю но Хирамэки «Кёкугэн но сё:бу:! Сюн Тэн Сацу тай Амакакэру Рю: но Хирамэки» (極限の勝負!瞬天殺対天翔龍閃)            | 16.07.1997 | 01.06.2006 |
| Содзиро и Кэнсин используют друг против друга свои сильнейшие техники: Кэнсин — изученное ранее Амакакэру Рю но Хирамэки, а Содзиро — атаку под названием Сюн Тэн Сацу. Кэнсин выходит из боя победителем, однако Содзиро разгадывает секрет его главной техники и сообщает о своём открытии Сисио. | |            |            |
| 57 | Двое прошедших через бакумацу: финальный бой Сисио и Кэнсина «Бакумацу о какэта футари — Сисио тай Кэнсин сайсю:сэн» (幕末を駆けた二人・志々雄対剣心 最終戦!)                           | 06.08.1997 | 02.06.2006 |
| Кэнсин вступает в поединок с Сисио, который, благодаря некоторым особенностям своего меча, может применять в бою техники, связанные с огнём. Сисио легко блокирует атаку Кэнсина и зубами вырывает кусок мяса из его плеча. | |            |            |
| 58 | Эпоха выбирает Сисио? Величайший кризис Кэнсина «Дзидай ва Сисио эрабу но ка? Кэнсин сайдай но кики» (時代は志々雄を選ぶのか？剣心最大の危機!)                                          | 13.08.1997 | 05.06.2006 |
| После новой атаки Сисио Кэнсин теряет сознание от утомления и потери крови. Сайто и Саносукэ пробуют сразиться с Сисио, но тот без усилий расправляется с ними. После этого на поле боя появляется Аоси, перешедший на сторону Кэнсина. | |            |            |
| 59 | Удача не исчерпала себя: возрождение воли к победе «Мэйун цукидзу! То:си, има ёмигаэро!» (命運尽きず!闘志、今よみがえる)                                                                | 20.08.1997 | 06.06.2006 |
| Сисио побеждает Аоси, но вмешательство командира Онивабан-сю даёт Кэнсину время прийти в себя. Кэнсин продолжает битву с Сисио, одной из особенностей которого является необычно высокая температура тела, не позволяющая ему сражаться более нескольких минут. | |            |            |
| 60 | Избранник победы: окончание боя Сисио и Кэнсина «Сё:ри о юрусарэсися — Сисио тай Кэнсин сю:маку» (勝利を許されし者・志々雄対剣心 終幕!)                                                 | 03.09.1997 | 07.06.2006 |
| Температура тела Сисио начинает сказываться на его состоянии. Комагата Юми, женщина Сисио, пробует защитить своего возлюбленного, но погибает от его руки: он пронзает Юми своим мечом, убивая её и раня Кэнсина. Пытаясь покончить с ним, Сисио самовоспламеняется от перегрева и сгорает дотла. Садодзима Ходзи, советник Сисио, потрясённый смертью своего руководителя, взрывает штаб-квартиру.            | |            |            |
| 61 | Оставшиеся из Дзюппонгатаны: выбор жизненного пути «Нокосарэта Дзюппонгатана — икитэ юку тамэ но сэнтаку» (残された十本刀・生きてゆくための選択)                                        | 10.09.1997 | 08.06.2006 |
| Саносукэ и Аоси, избежав взрыва, приносят ослабевшего Кэнсина в Аойю, где за ним ухаживает приехавшая из Токио Такани Мэгуми. Месяц спустя, когда Кэнсин и его друзья окончательно оправляются от ран, им наносит визит Савагэдзё Тё и сообщает о судьбе членов Дзюппонгатаны. | |            |            |
| 62 | Киото — зарубка в воспоминаниях: памятное путешествие «Кё:то… кидзамарэта киоку — омои о хасэта сюппацу» (京都…刻まれた記憶・想いを馳せた出発)                                          | 17.09.1997 | 09.06.2006 |
| Саносукэ показывает Яхико место, где проходила битва с Сисио. Мэгуми объясняет Каору серьёзность ран Кэнсина, в то время как сам Кэнсин приносит цветы на могилу некой женщины. Через несколько дней после этого Кэнсин и его друзья возвращаются в Токио. | |            |            |

## Третий сезон
| 63 | Легенда об исполняющих желания светлячках: девушка, ждущая своего мечника «Нэгаи хотару но дэнсэцу — ару кэнкаку о матицудзукэта сё:дзё» (願い蛍の伝説・ある剣客を待ち続けた少女)    | 14.10.1997 | 13.06.2006 |
| Кэнсин отправляется на рыбалку и встречает на берегу реки престарелого человека. Тот рассказывает Кэнсину историю о женщине, умершей в ожидании своего любимого, который долгие годы совершенствовал мастерство в обращении с мечом. После этого рассказа Кэнсин приносит домой цветок ириса, но не отдаёт его Каору. | |            |            |
| 64 | Рождение принца Яхико? Дебют в высшем свете «Яхико о:дзи тандзё:? Карэй нару сяко:кай дэбю:» (弥彦王子誕生？華麗なる社交界でびゅー)                                                  | 28.10.1997 | 14.06.2006 |
| Бандиты нападают на юного принца иностранного государства, который оказывается очень похож на Яхико. Принц получает травмы, и Яхико заменяет его на банкете, где тот должен был присутствовать. Бандиты повторяют атаку, но Кэнсин, Саносукэ и Яхико побеждают их. | |            |            |
| 65 | Найти потерянное сокровище: замечательная ищейка Нотаро «Киэта о-такара о сагасэ! Мэйтантэй ину — Нотаро:» (消えたお宝を探せ!名探偵犬・ノ太郎)                                       | 04.11.1997 | 15.06.2006 |
| Злоумышленники нападают на политика, намереваясь отнять принадлежащий ему ключ. Этот ключ похищает собака, которую позже находит Саносукэ и забирает с собой в додзё. Собака закапывает ключ в землю вместе с многими личными вещами обитателей додзё, но Кэнсину удаётся заставить пса показать место, где зарыт ключ, и вернуть его законному обладателю. | |            |            |
| 66 | Каору взволнована: Кэнсин делает ей предложение?! «Каору кангэки Кэнсин но пуропо:дзу?!» (薫 感激 剣心のぷろぽーず!?)                                                                | 11.11.1997 | 16.06.2006 |
| Кэнсин дарит Каору кольцо, найденное им в желудке рыбы, и Каору начинает думать, что Кэнсин таким образом сватается к ней. Выясняется, что владелец кольца собирается совершить самоубийство, полагая, что его девушка любит другого; выброшенное в реку кольцо предназначалось ей в подарок. Кэнсин и его друзья предотвращают самоубийство молодого человека и возвращают ему кольцо. | |            |            |
| 67 | Легендарный блестящий клинок: таинственный воин Амакуса Сёго «Кирамэку дэнсэцу но цуруги! Симпи но кэнси — Амакуса Сё:го» (煌めく伝説の剣!神秘の剣士・天草翔伍)                      | 18.11.1997 | 19.06.2006 |
| Киотские Онивабан-сю извещают Кэнсина о странных убийствах в их городе. Кэнсин и его друзья прибывают в Киото и узнают, что их совершает Амакуса Сёго, мечник, владеющий стилем Хитэн Мицуруги. | |            |            |
| 68 | Судьбоносный медальон: встреча Саносукэ и Саё «Уммэй но мэдарио — Саносукэ то Саё но дэаи» (運命のメダリオ・左之助と小夜の出会い)                                                    | 25.11.1997 | 20.06.2006 |
| Выясняется, что целью Сёго является месть за притеснения христиан в эпоху Токугава и создание «Святой земли» в Симабаре. Саносукэ спасает молодую женщину-христианку по имени Саё от преследования полиции, но ввязывается в драку с её сопровождающим, Сёдзо и падает с обрыва в реку, зажав в руке медальон Саё. | |            |            |
| 69 | К Симабаре, полю битвы: время определить победителя «Тайсэн но дзи, Симабара э! Сию: о кэссуру токи» (対戦の地、島原へ!雌雄を決する時)                                               | 02.12.1997 | 21.06.2006 |
| В Симабаре Кэнсин и его друзья начинают поиски Амакусы Сёго. В это время Сёго вместе со своей сестрой Саё, или Магдалией, как называют её после крещения, прибывает в общину христиан. Те приветствуют Сёго как сына бога. Саносукэ и Кэнсин находят место сбора христиан, обширную пещеру, но их атакует один из людей Сёго и его собаки. | |            |            |
| 70 | Воздействие техники Рай Рю Сэн: тьма окутала Кэнсина «Рай Рю: Сэн но сё:гэки! Ями ни хомурарэта Кэнсин» (雷龍閃の衝撃!闇に葬られた剣心)                                              | 09.12.1997 | 22.06.2006 |
| Последователь Сёго приковывает Кэнсина к дереву и отправляется спросить, что делать с ним дальше. Выйдя из пещеры, Сёго обнаруживает Кэнсина, стоящего у дерева. Кэнсин пытается убедить Сёго отказаться от мести, но тот ослепляет его своей техникой Рай Рю Сэн. | |            |            |
| 71 | Интриги Кайо: Сёго в ловушке «Кайо: но имбо: — вана ни какатта Сё:го!» (傀王の陰謀・罠にかかった翔伍!)                                                                               | 16.12.1997 | 23.06.2006 |
| Сёго и его помощники Кайо и Санто обсуждают планы по свержению правительства Мэйдзи и развязывания гражданской войны. Сёго не подозревает, что его сподвижники готовят заговор против него. В это время Каору ухаживает за ослепшим Кэнсином, ожидая, что его зрение восстановится. | |            |            |
| 72 | Дни воспоминаний: печальное прошлое Сёго и Саё «Цуйоку но хиби — Сёго то Саё но канасики како» (追憶の日々・翔伍と小夜の哀しき過去)                                                  | 06.01.1998 | 26.06.2006 |
| Мисао рассказывает Кэнсину и остальным о прошлом Сёго, а также сообщает, что его сестра тяжело больна туберкулёзом. Кайо берёт в плен Магдалию и раскрывает ей свои планы: он намеревается убить Сёго, а затем, манипулируя его последователями, свергнуть правительство Мэйдзи и сделать Японию голландской колонией. | |            |            |
| 73 | Ухмыляющийся демон: Сёдзо — техника Карю, рассыпавшаяся в огненном взрыве «Адзаварау акки! Сё:дзо, бакуэн ни титта Карю:» (あざ笑う悪鬼!庄三、爆炎に散った火龍)                      | 13.01.1998 | 27.06.2006 |
| Кайо пытается убить Магдалию, а также её помощника Сёдзо и Саносукэ, подслушавших разговор, однако они выживают. Кайо сообщает правительственным войскам о местонахождении Амакусы Сёго, и военные отряды окружают холм, где тот укрывается вместе со своими последователями. Кайо покидает Симабару, но Сёдзо, проследив за ним, взрывает его лодку. Кайо погибает при взрыве. | |            |            |
| 74 | Слёзы Саносукэ: вечная разлука двоих «Саносукэ но намида — футари ни отодзурэта эйэн но бэцури» (左之助の涙・二人に訪れた永遠の別離)                                                 | 20.01.1998 | 28.06.2006 |
| Между последователями Амакусы Сёго и правительственными солдатами начинается битва. В это время Саносукэ, неся ослабевшую от болезни Магдалию к доктору, встречает на дороге карету, в которой находятся голландский посол и Санто, сообщник Кайо. Санто пытается застрелить посла, но Магдалия закрывает его своим телом и умирает от полученной раны. | |            |            |
| 75 | Последний удар в священной войне: два Амакакэру Рю но Хирамэки «Сайго но сэйсэн — гэкитоцу! Футацу но Амакакэру Рю: но Хирамэки» (最後の聖戦・激突!ふたつの天翔龍閃)                 | 27.01.1998 | 29.06.2006 |
| В бой христиан и правительственных войск вмешивается Кэнсин, пытаясь убедить Сёго не подвергать опасности своих последователей. Голландский посол, прибыв на место битвы, убеждает солдат дать Кэнсину время на то, чтобы заставить Сёго сдаться. Всё ещё будучи слепым, Кэнсин побеждает Сёго в поединке, и тот прекращает борьбу. Зрение Кэнсина восстанавливается. | |            |            |
| 76 | Отплытие: надежда окажется выше волн печали «Табидати но уми — кибо: ва канасими но нами о коэтэ» (旅立ちの海・希望は哀しみの波を越えて)                                             | 03.02.1998 | 30.06.2006 |
| Амакусу Сёго заключают в тюрьму. Голландский посол, обязанный жизнью Магдалии, сестре Сёго, использует всё своё влияние, чтобы не допустить его казни. Сёго и около сотни его последователей приговаривают к изгнанию из страны, и они морским путём отправляются в Нидерланды. | |            |            |
| 77 | Додзё Химуры в Симоносеки? Появление ещё одного баттосая «Симоносэки ни Химура до:дзё:? Мо: хитори но баттосай араварэру» (下関に緋村道場？もう一人の抜刀斎現る)                     | 10.02.1998 | 03.07.2006 |
| По пути обратно в Токио Кэнсин и его друзья останавливаются в Симоносеки, где обнаруживают человека, выдающего себя за хитокири баттосая и собирающего плату с торговцев и лавочников за защиту их от бандитов. Выясняется, что деньги «баттосаю» нужны на содержание школы фехтования для окрестных детей. | |            |            |
| 78 | Девушка, мечтающая о художнике: романтический переполох на горячих источниках в Хаконэ «Гагакусэй но омоу дзёсэй — Хаконэ-ю но матикои со:до:» (画学生の想う女性・箱根湯の街恋騒動!) | 10.02.1998 | 04.07.2006 |
| Кэнсин и его друзья останавливаются отдохнуть на горячих источниках в Хаконэ, но теряют все свои деньги и вынуждены отрабатывать долг. Молодой художник, остановившийся там же, начинает считать Каору своей музой и пытается подсмотреть за ней, пока она купается, но ему мешает Мисао. После долгих объяснений художника Каору соглашается попозировать ему. | |            |            |
| 79 | Кацу Кайсю и Кэнсин: судьба двух переживших бакумацу «Кацу Кайсю: то Кэнсин — бакумацу о икита футари но сюкуэн» (勝海舟と剣心・幕末を生きた二人の宿縁)                              | 24.02.1998 | 05.07.2006 |
| Вскоре после возвращения в Токио Кэнсин и его друзья встречают на улице старика, на которого нападают бандиты. Кэнсин защищает старика, который оказывается бывшим политиком токугавского режима, Кацу Кайсю. Кайсю отказывается от своего ученика Дайгоро, так как тот слишком труслив, но Каору берёт его учеником в своё додзё. Дочь Кайсю, Ицуко, отправляется вслед за Дайгоро, намереваясь остаться в додзё вместе с ним до тех пор, пока он не начнёт делать успехи, и Кайсю не примет его обратно. | |            |            |
| 80 | Бесконечное время бакумацу: воля небес в отношении Кайсю «Оваранай бакумацу: Кайсю: ни касэрарэта тэммэй» (終わらない幕末・海舟に課せられた天命)                                     | 03.03.1998 | 06.07.2006 |
| Кацу Кайсю беседует с одним из своих более успешных учеников, Окубо Тэцумой, о большой сумме денег токугавского сёгуната, которой Кайсю предположительно владеет. В тот же день Бэни Аои, группа бандитов, похищает дочь Кайсю, находящуюся в додзё Каору. | |            |            |
| 81 | Происки Бэни Аои: призраки бакумацу охотятся на Кайсю «Бэни Аои но сакубо: — Кайсю: о нэрау бакумацу но икирё:!» (紅葵の策謀・海舟を狙う幕末の生霊)                                  | 10.03.1998 | 07.07.2006 |
| Кэнсин уведомляет Кайсю о случившемся. Тот, в свою очередь, сообщает, что деньги сёгуната действительно существуют, и он намерен хранить их до последнего. Выясняется, что Бэни Аои похитили дочь Кайсю, желая отомстить ему за сдачу замка Эдо без битвы, что ущемило их гордость. Кэнсин и остальные отправляются спасать Ицуко. Дайгоро получает рану от одного из бандитов. | |            |            |
| 82 | Решимость Кацу Кайсю: истина лежит за пределами эпохи «Кацу Кайсю: но кэцуи — дзидай о коэта синдзицу» (勝海舟の決意・時代を超えた真実)                                              | 14.04.1998 | 10.07.2006 |
| Ицуко удаётся сбежать от бандитов, которых побеждает Кэнсин. Кацу Кайсю обнаруживает, что за группой Бэни Аои стоит его ученик Окубо Тэцума, желавший заполучить деньги сёгуната. После боя с Кэнсином Тэцума сдаётся полиции. | |            |            |
| 83 | Возвращение Ютаро: заговор скрывающихся в тени Чёрных Всадников «Ютаро: кикоку — кагэ ни хисому Курокисидан но ябо:» (由太郎帰国・影に潜む黒騎士団の野望)                            | 21.04.1998 | 11.07.2006 |
| Цукаяма Ютаро возвращается из Германии. Вместе с ним прибывает профессор Ханс, оперировавший его. Группа под названием Чёрные Рыцари отбирает у профессора карту, которая должна привести к божественному эликсиру — лекарству, которое, по легенде, излечивает все болезни. Однако карты недостаточно для того, чтобы отыскать лекарство, а остальные ключевые предметы профессор успевает передать Кэнсину и его друзьям.                                                                                | |            |            |
| 84 | Эликсир и группа ниндзя Санада: цель их предводительницы Мисанаги «Санада ниндзя то рэйяку — о-касира Мисанаги но нэраи» (真田忍者群と霊薬・お頭御沙薙の狙い)                        | 05.05.1998 | 12.07.2006 |
| Мисанаги, предводительница группы ниндзя, заключает сделку с Чёрными Рыцарями, стремящимися к мировому господству: она поможет им отыскать эликсир, если те отдадут ей во владение Японию после захвата власти во всём мире. Мисанаги вместе с рыцарями отправляется на озеро Сува, упомянутое в стихотворной загадке об эликсире. Туда же прибывает и Кэнсин вместе с друзьями, немедленно начиная поиски.                                                                                                | |            |            |
| 85 | Сбившиеся с пути: ловушка, устроенная на озере «Мэйсо: но таби — сикумарэта омиватари но вана!» (迷走の旅・仕組まれた御神渡りの罠!)                                                  | 19.05.1998 | 13.07.2006 |
| Воды озера расступаются, и группа Кэнсина обнаруживает на дне вход в подземелье. Пройдя по подземному ходу и избежав опасной ловушки, Кэнсин и его друзья отпирают скрытую дверь с помощью камня-ключа, полученного от профессора Ханса. Неожиданно появившиеся Чёрные Рыцари вместе с Мисанаги издевательски благодарят их за обнаружение пути и сбрасывают в пещеру, где сернистые испарения грозят задушить их.                                                                                         | |            |            |
| 86 | Убийственный воздух, танцующий под землёй: трое телохранителей Мисанаги «Титэй о мау акай кагэро: — сацуки! Санада саннин сю:» (地底を舞う赤い陽炎・殺鬼!真田三人衆)                 | 26.05.1998 | 14.07.2006 |
| Едва не задохнувшись, Саносукэ проламывает стену пещеры, за которой обнаруживается подземная река. Её течение выносит Кэнсина и его друзей на поверхность, где они находят раненого ниндзя из группы Мисанаги. Ютаро оперирует его, и тот показывает друзьям Кэнсина путь к лекарству, но их атакуют трое телохранителей Мисанаги. | |            |            |
| 87 | Пари Шнайдера: конец Чёрных Всадников «Сюнайда: но какэ — Курокисидан но хо:кай!» (シュナイダーの賭け・黒騎士団の崩壊!)                                                              | 02.06.1998 | 17.07.2006 |
| Чёрные Рыцари и Мисанаги обнаруживают сад с цветами, которые и являются лекарством. Не желая выполнять условия сделки, руководитель рыцарей пытается убить Мисанаги, но её спасает Шнайдер, один из рядовых участников. В это время Кэнсин и его друзья прибывают в цветочный сад. | |            |            |
| 88 | Два пути: нерушимое обещание Яхико и Ютаро «Футацу но митисирубэ — Яхико то Ютаро: эйэн но якусоку» (ふたつの道標・弥彦と由太郎永遠の約束)                                           | 09.06.1998 | 18.07.2006 |
| Кэнсин побеждает предводителя Чёрных Рыцарей, который впоследствии погибает в начавшемся пожаре. Остальные успевают спастись. Профессор Ханс и Ютаро намереваются вернуться в Германию, причём последний хочет оставить занятия фехтованием и сосредоточиться на медицине. Яхико и Ютаро дают друг другу обещание стать лучшими каждый в своей области. | |            |            |
| 89 | Моему ангелу Мисао: привет из Киото «Май эндзэру Мисао э... Кё:то кара но мукаэ» (まいえんじぇる操へ…京都からの迎え)                                                                 | 16.06.1998 | 19.07.2006 |
| В додзё Каору появляется Синомори Аоси, чтобы забрать Мисао с собой в Киото. Мисао проводит последний день в Токио, гуляя по городу в компании Каору, Мэгуми и остальных, после чего отправляется домой вместе с Аоси. | |            |            |
| 90 | Налёт по фэн-шую: загадочные пентаграммы повсюду «Фу:суй но кисю:! Харимэгурасарэта гобо:сэй но надзо» (風水の奇襲!張り巡らされた五茫星の謎)                                         | 23.06.1998 | 20.07.2006 |
| В Токио происходят странные события: пересыхают колодцы, грозы уничтожают дома и деревья. Предприниматель Саэки скупает дома, по словам сопровождающего его мастера фэн-шуй приносящие несчастье. Используя подобный предлог, Саэки пытается купить и ресторан Акабэко, но получает отказ, после чего заведение атакуют несколько людей, владеющих фэн-шуем. Другой мастер, утверждающий, что он явился спасти город, помогает Кэнсину и Саносукэ отбить атаку.                                            | |            |            |
| 91 | Магическая сила фэн-шуя: цель — додзё Камии Каору «Угомэку фу:суй но марёку — нэраварэта Камия до:дзё:» (うごめく風水の魔力・狙われた神谷道場!)                                      | 21.07.1998 | 21.07.2006 |
| Помощник представляется как Дзимпу, представитель клана Ветра. Выясняется, что нападавшие принадлежали к клану Воды, давним соперникам клана Ветра. Тем временем Цукиока Цунан узнаёт, что Саэки строит железную дороку в Мусасино, чтобы получить контроль над главным потоком энергии ци под названием «Путь Дракона». Люди клана Воды внезапно нападают на додзё Каору, которая получает удар чёрной магии Рэйсуя, их лидера.                                                                           | |            |            |
| 92 | Токио на военном положении: Путь Дракона, стремительное оружие «Кайгэнрэй но То:кё:-фу! Бакусин суру кё:ки но Рю: Мяку» (戒厳令の東京府!ばく進する凶器の龍脈)                        | 04.08.1998 | 24.07.2006 |
| Чтобы вылечить Каору, Дзимпу и Кэнсин отправляются в Мусасино, чтобы достать воды из Источника дракона. Тем временем выясняется, что клан Воды с помощью «Пути Дракона» планирует уничтожить собрание гэнро, государственных чиновников. | |            |            |
| 93 | Враг находится на Сэндзёгахаре: поиски нефритового герба «Тэки ва Сэндзё:гахара ни ари! Хисуй но монсё: о мотомэтэ» (敵は戦場ヶ原にあり!翡翠の紋章を求めて)                          | 18.08.1998 | 25.07.2006 |
| Выпив добытой Кэнсином воды, Каору приходит в себя. Сразу после этого Дзимпу и Кэнсин отправляются в синтоистский храм Тосё-гу в Никко, чтобы найти нефритовый герб, способный остановить и повернуть вспять «Путь Дракона», но поиски не увенчиваются успехом. Дзимпу, Саносукэ и Кэнсин направляются к плато Сэндзёгахара, где их ожидают люди клана Воды. | |            |            |
| 94 | Элегия ветра и воды: отчаянное усилие здесь и сейчас «Кадзэ то мидзу но банка — има коко ни сирёку цукусу!» (風と水の挽歌・今ここに死力尽くす!)                                      | 08.09.1998 | 26.07.2006 |
| В битве Дзимпу и Рэйсуя последний проигрывает и погибает. Кэнсин отбирает нефритовый герб у Саэки, желавшего использовать его для себя, и Дзимпу с помощью герба останавливает «Путь Дракона». | |            |            |
| 95 | Конец странствий: узы между багрянцем и лазурью лежат в шуме моря «Руро: но сайхатэ — хи то рури но кидзуна ва сиосай но ути ни» (流浪の最果て・緋と瑠璃の絆は潮騒の中（うち）に)    | 02.12.1998 | 27.07.2006 |
| Лето 11-го года Мэйдзи заканчивается. Кэнсин и Каору посещают некую могилу, Саносукэ приходит в больницу к Такани Мэгуми, чтобы та осмотрела его правую руку, а Яхико отправляется поработать в ресторане Акабэко, где подруга Каору Сэкихара Таэ прочит ему в жёны когда-то спасённую им Цубамэ. Кэнсин и Каору, задержавшись из-за дождя, возвращаются домой и видят всех своих друзей, ожидающих их прибытия.                                                                                           | |            |            |

## OVA

### Rurouni Kenshin: Tsuioku hen
| 1 | Головорез «Киру отоко» (斬る男)               | 20.02.1999 |
| После смерти родителей маленький мальчик Синта попадает к работорговцам. В результате нападения бандитов он оказывается единственным выжившим — его спасает мечник Хико Сэйдзюро. Хико берёт мальчика в ученики, дав ему новое имя — Кэнсин. Через несколько лет Кэнсин покидает своего учителя и в последние годы сёгуната Токугава оказывается в Киото, на службе у империалистов в качестве наёмного убийцы. За всё время работы он получает только одну рану — длинный порез на левой щеке. |                                               |            |
| 2 | Потерявшаяся кошка «Маёй нэко» (迷い猫)       | 21.04.1999 |
| В одну из ночей молодая женщина Томоэ становится свидетельницей убийства, совершённого Кэнсином. Оказавшись не в силах убить женщину, Кэнсин забирает её с собой. Впоследствии, спасаясь от преследования сёгунских сил, Кэнсин вместе с Томоэ бежит из Киото в деревню, где они некоторое время живут под видом семейной пары, чтобы не вызывать подозрений. |                                               |            |
| 3 | Ночь у подножия горы «Ёи но сатояма» (宵里山) | 19.06.1999 |
| Выясняется, что Томоэ входит в группировку, поддерживающую сёгуна и задумавшую уничтожить Кэнсина. Таким образом, Томоэ оказывается предательницей. Однако она успевает полюбить Кэнсина и идёт к своим сообщникам, чтобы убедить их не трогать его. Сообщники Томоэ предательски берут её в плен, полагая, что она послужит хорошей приманкой для Кэнсина. Тот отправляется спасать Томоэ. |                                               |            |
| 4 | Крестообразный шрам «Дзю:дзи кидзу» (十字傷)  | 22.09.1999 |
| В ходе поединка предводителя группировки и Кэнсина Томоэ пытается спасти последнего, закрыв его своим телом, но Кэнсин, не увидев её, наносит и ей, и своему врагу фатальный удар. Перед смертью Томоэ кинжалом вычерчивает на щеке Кэнсина новую отметину, пересекающуюся с предыдущей. После гибели Томоэ Кэнсин клянётся сражаться только до тех пор, пока не наступит новая эра, а затем навсегда прекратить убивать.                                                                       |                                               |            |

### Rurouni Kenshin: Seisou hen
| 1 | Прошедшие годы, часть 1 «Сэйсо: хэн — дзё:кан» (星霜編 ~上巻~) | 19.12.2001 |
| После нескольких лет мирной жизни в качестве мужа Камии Каору Кэнсин вновь начинает мучиться виной за совершённые убийства и решает снова отправиться странствовать. В течение последующих Кэнсин путешествует по Японии, время от времени возвращаясь домой. Его сын Кэндзи, взрослея, начинает ненавидеть отца за пренебрежительное отношение к семье и отправляется искать Хико Сэйдзюро, надеясь после обучения у него стать сильнее отца, но Мёдзин Яхико возвращает Кэндзи домой. Тем временем Кэнсин начинает страдать от неизвестной болезни, постепенно убивающей его. |                                                                |            |
| 2 | Прошедшие годы, часть 2 «Сэйсо: хэн — гэкан» (星霜編 ~下巻~)   | 20.03.2002 |
| Каору убеждает мужа заразить её этой неизвестной болезнью, чтобы разделить его боль. Вскоре Кэнсин отправляется помогать правительству Мэйдзи в первой японо-китайской войне, где едва не погибает. Сагара Саносукэ находит Кэнсина и устраивает его возвращение в Токио, где он умирает на руках у Каору. Его крестообразный шрам исчезает, показывая, что Кэнсин наконец обрёл истинный мир. Финальная сцена изображает Химуру Кэндзи, идущего рядом с юной девушкой, причём внешний вид этой пары напоминает молодых Кэнсина и Каору.                                        |                                                                |            |